# 醍醐村 (山形県)
醍醐村（だいごむら）は、かつて山形県西村山郡にあった村。

## 沿革
- 1889年（明治22年）4月1日 - 町村制施行に伴い西村山郡日和田村、慈恩寺村、箕輪村が合併し、醍醐村が発足。
- 1954年（昭和29年）8月1日 - 西村山郡寒河江町、西根村、柴橋村、高松村と合併し、市制施行して寒河江市となり消滅。